# ワレモコウ属
ワレモコウ属（学名：Sanguisorba、和名漢字表記：吾木香属）はバラ科の属の一つ。

## 特徴
多年草。地下の根茎は肥厚する。葉は根生し、茎につく葉は互生する。葉は奇数羽状複葉で葉柄があり、小葉の縁に鋸歯がある。花序は球形から円柱形をした穂状花序で、密に花をつける。花序の先端側から基部側に咲き進むものと、その逆に花序の基部側から先端側に咲き進むものがある。花は両性であるか、または単性になる傾向があり、花柄はなく、小型で、小型の苞と小苞がつく。花弁はない。萼筒は4稜または4翼があり、萼裂片は4個で花弁状になり、白色、帯緑色、帯紅色、暗紅色になる。雄蕊は4-12個あり、花糸は糸状または扁平になり、花後には落ちる。子房は下位で萼筒に包まれ、1個の胚珠があり、柱頭はふさ状になる。果実は痩果で、やや革質になる。

## 分布
アジア、ヨーロッパ、北アメリカに約30種あり、日本には約7種が分布する。

## 種

### 日本に分布する種
- シロバナトウウチソウ Sanguisorba albiflora (Makino) Makino – 日本固有種。本州の東北地方に分布し、高山帯の草地に生育する。花は白色で、ときに紅色を帯び、花序は直立するかやや下を向き、花序の上部から開花する[1][4][5]。
- カライトソウ Sanguisorba hakusanensis Makino -日本固有種。本州の中部地方の日本海側に分布し、高山帯に生育する。花は紅紫色で、花序は垂れ下がり、花序の上部から開花する[1][4][5]。
- エゾトウウチソウ（エゾノトウウチソウ） Sanguisorba japonensis (Makino) Kudô - 北海道日高山脈の固有種で、高山の湿った岩場や川原などに生育する。花は紅紫色で、花序は長く、垂れ下がり、花序の基部から開花する[1]。絶滅危惧IB類(EN) （2012年環境省レッドリスト）。
- ミヤマワレモコウ Sanguisorba longifolia Bertol. - 日本では、北海道（日高地方）、本州（秋田県・福島県南西部から岐阜県北部）に分布し、低山帯から亜高山帯の湿原や湿った草地に生育する。国外では、朝鮮半島、中国大陸に分布する。花は暗紫色で、花序は直立し、花序の上部から開花する。雄蕊は萼裂片より長く、花外に出る[5]。
- ナンブトウウチソウ Sanguisorba obtusa Maxim. - 岩手県早池峰山の特産種で、高山帯の草地に生育する。花は淡紅色で、花序は垂れ下がり、花序の上部から開花する[1][4]。絶滅危惧IB類(EN) （2012年環境省レッドリスト）。
- ワレモコウ Sanguisorba officinalis L. - 日本では、北海道、本州、四国、九州に分布し、日当たりのよい丘や山地の草原に普通に生育する。国外では、樺太、朝鮮半島、中国大陸、シベリアからヨーロッパに広く分布する。花は暗紅色で、花序は直立し、花序の上部から開花する。雄蕊は萼裂片と同長で、花外に出ない[1][4]。
- タカネトウウチソウ Sanguisorba stipulata Raf. - 日本では、北海道、本州の関東地方・中部地方に分布し、高山帯の草地に生育する。シロバナトウウチソウが分布する東北地方にはない。国外では、朝鮮半島北部、樺太、北アメリカ大陸西部に分布する。花は緑色を帯びた白色で、花序は直立し、花序の基部から開花する[1][4]。
  - ケトウウチソウ Sanguisorba stipulata Raf. var. pilosa (H.Hara) H.Hara - 萼筒に細毛がある[5]。
  - リシリトウウチソウ Sanguisorba stipulata Raf. var. riishirensis (Makino) H.Hara - 北海道に分布し、高山帯に生育する。茎や葉の中軸に赤褐色の縮毛があり、萼筒に細毛が密生する[1][5]。準絶滅危惧（NT）（2012年環境省レッドリスト）。
- ナガボノワレモコウ Sanguisorba tenuifolia Fisch. ex Link - 日本では、北海道、本州、四国、九州に分布し、原野のやや湿った場所に生育する。花は白色または紅紫色があり、白色のものをナガボノシロワレモコウ、紅紫色のものをナガボノアカワレモコウという[1][4]。花序は直立するか垂れ下がり、花序の上部から開花する[6]。
  - チシマワレモコウ Sanguisorba tenuifolia Fisch. ex Link var. grandiflora Maxim. - 北海道、千島列島、樺太に分布し、亜高山帯から高山帯の草地に生育する。草丈は高さ30-40cmと低い[1][5][6]。
  - コバナノワレモコウ Sanguisorba tenuifolia Fisch. ex Link var. parviflora Maxim. - 日本の本州西部・四国・九州、朝鮮半島、中国大陸東北部に分布し、湿った場所に生育する[1]。

### その他の主な種
- Sanguisorba albanica Andr s. & J v.
- Sanguisorba alpina Bunge
- Sanguisorba ancistroides (Desf.) Ces.
- Sanguisorba annua (Nutt. ex Hook.) Torr. & A.Gray
- Sanguisorba applanata T.T.Yu & C.L.Li
- コウライトウウチソウ Sanguisorba argutidens Nakai
- Sanguisorba azovtsevii Krasnob. & Pshenich.
- Sanguisorba canadensis L.
- Sanguisorba cretica Hayek
- Sanguisorba diandra (Hook.f.) Nordborg
- Sanguisorba dodecandra Moretti
- Sanguisorba filiformis (Hook.f.) Hand.-Mazz.
- Sanguisorba hybrida (L.) Font Quer
- Sanguisorba lateriflora (Coss.) A.Braun & C.D.Bouch
- オランダワレモコウ（英語版） Sanguisorba minor Scop - 「サラダバーネット」の名でハーブとして用いられる。
- Sanguisorba riparia Juz.
- Sanguisorba rupicola (Boiss. & Reut.) A.Braun & C.D.Bouch
- Sanguisorba verrucosa (Link ex G.Don) Ces.

## ギャラリー

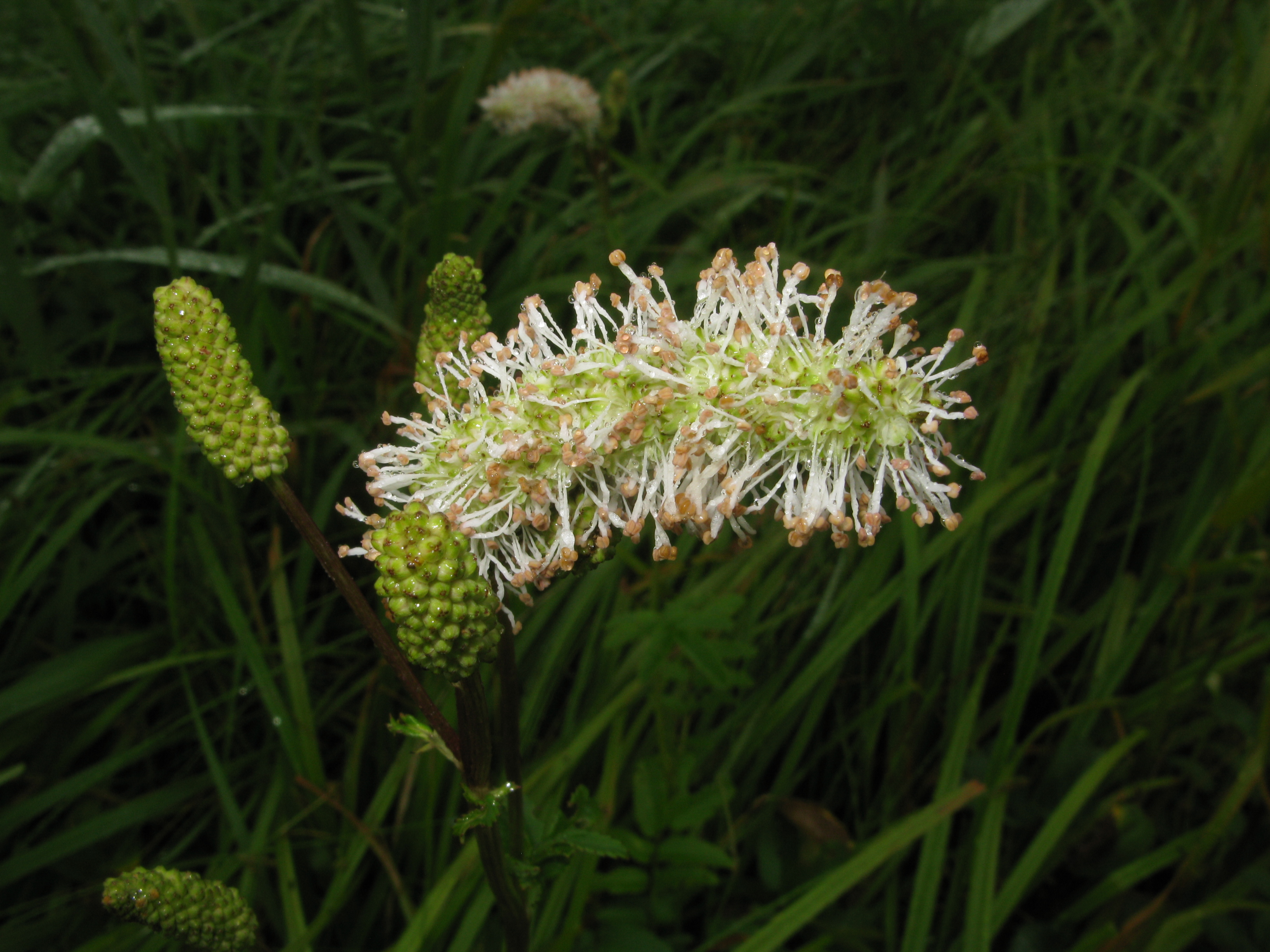
シロバナトウウチソウ
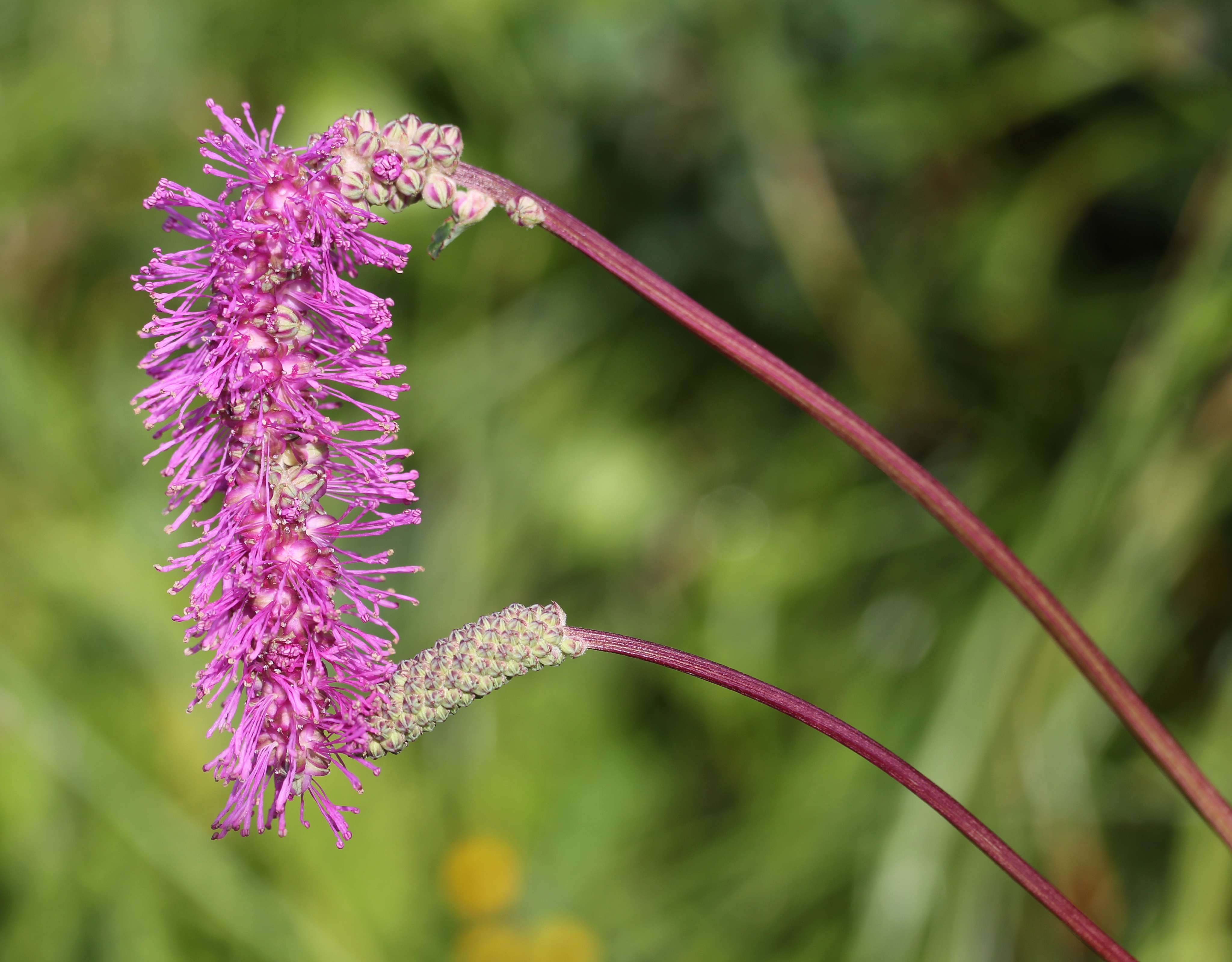
カライトソウ
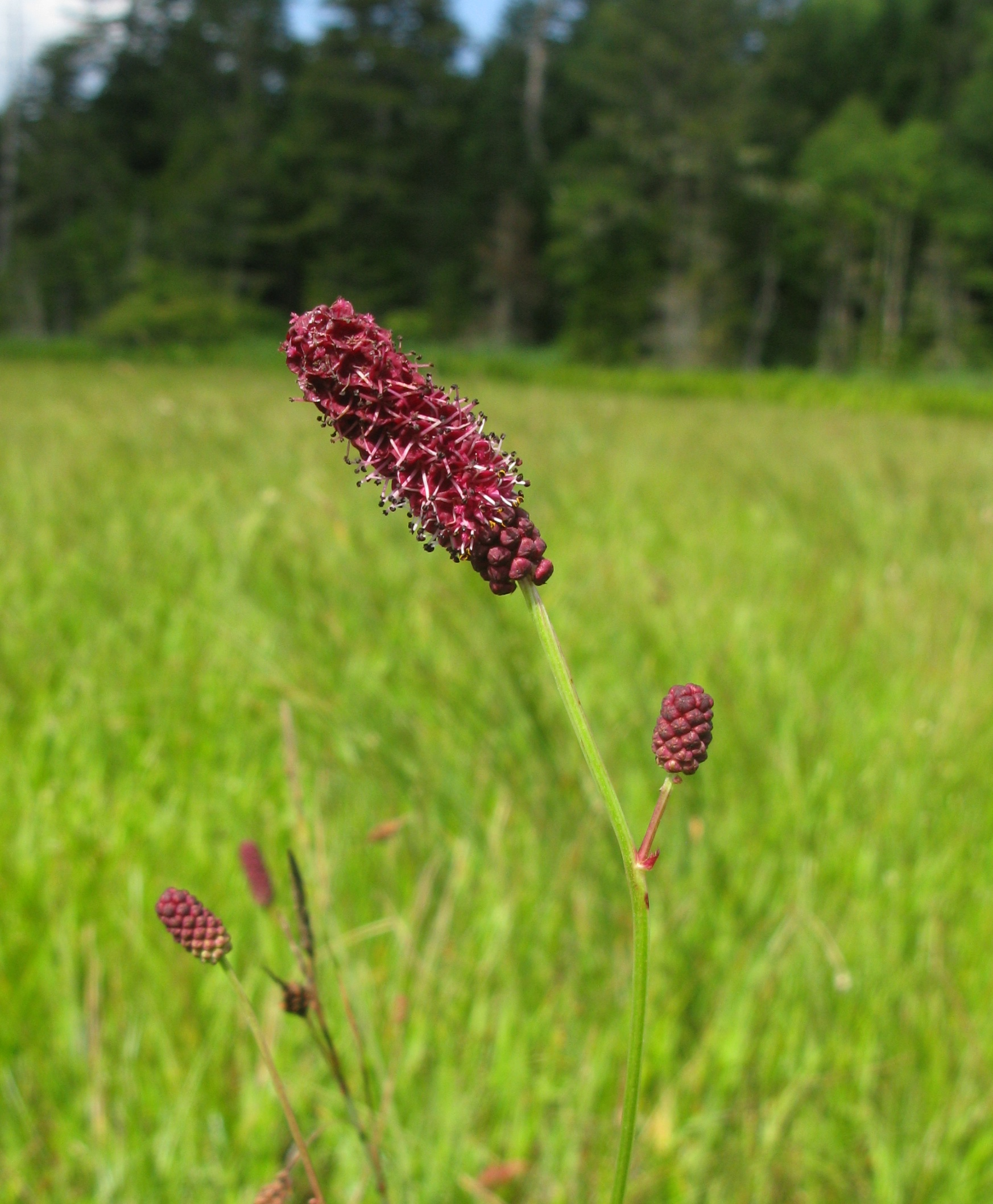
ミヤマワレモコウ
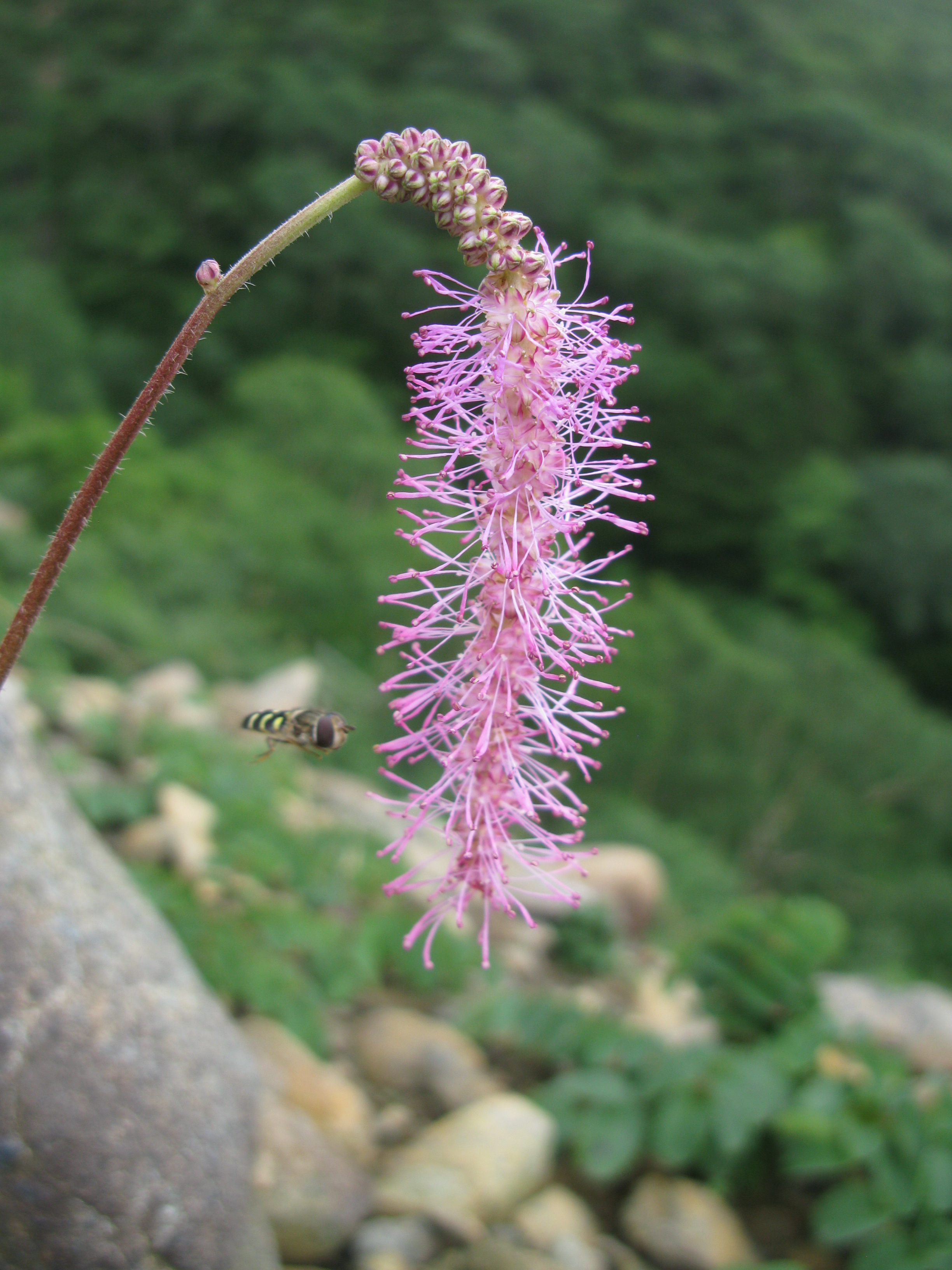
ナンブトウウチソウ
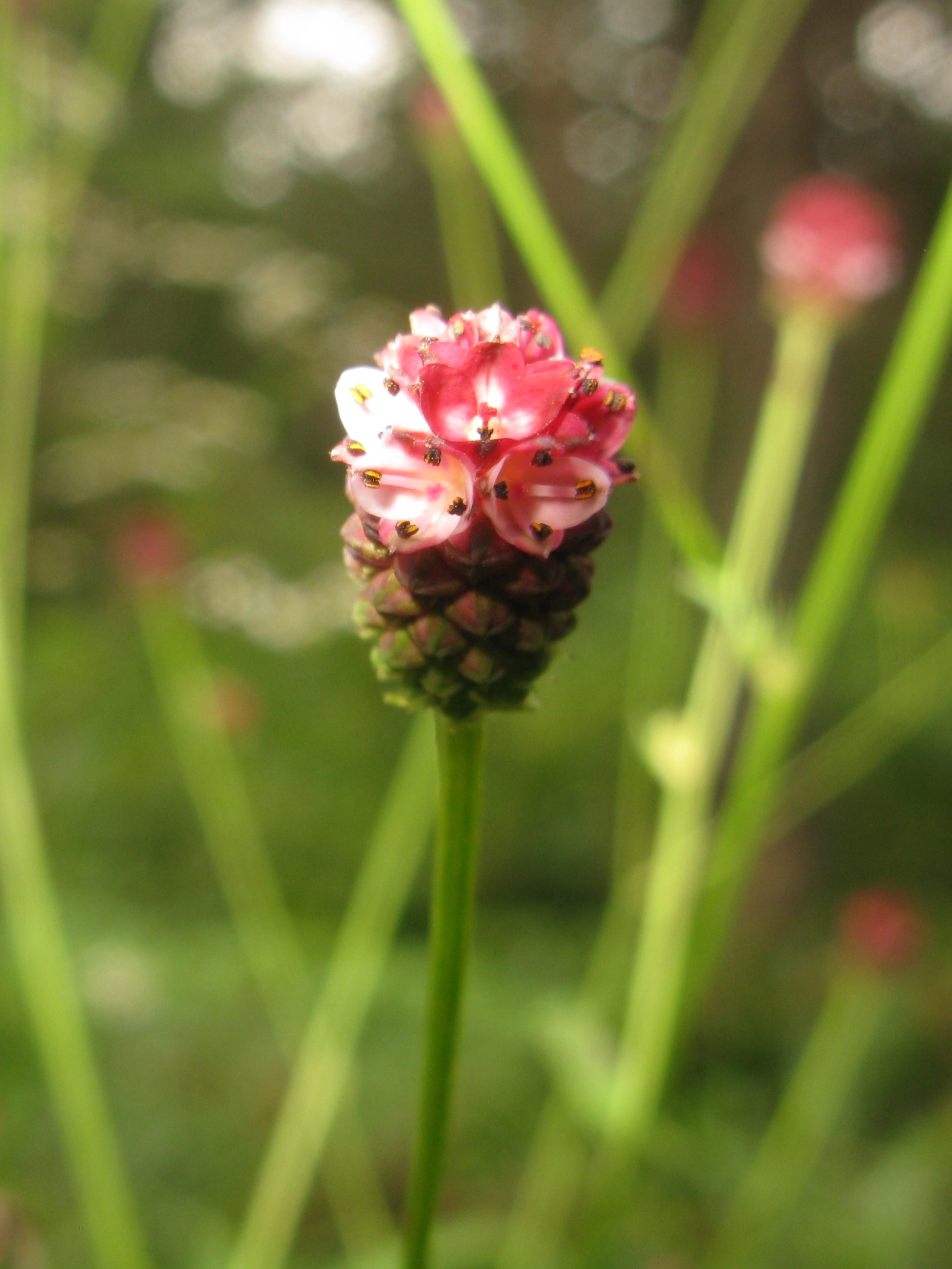
ワレモコウ
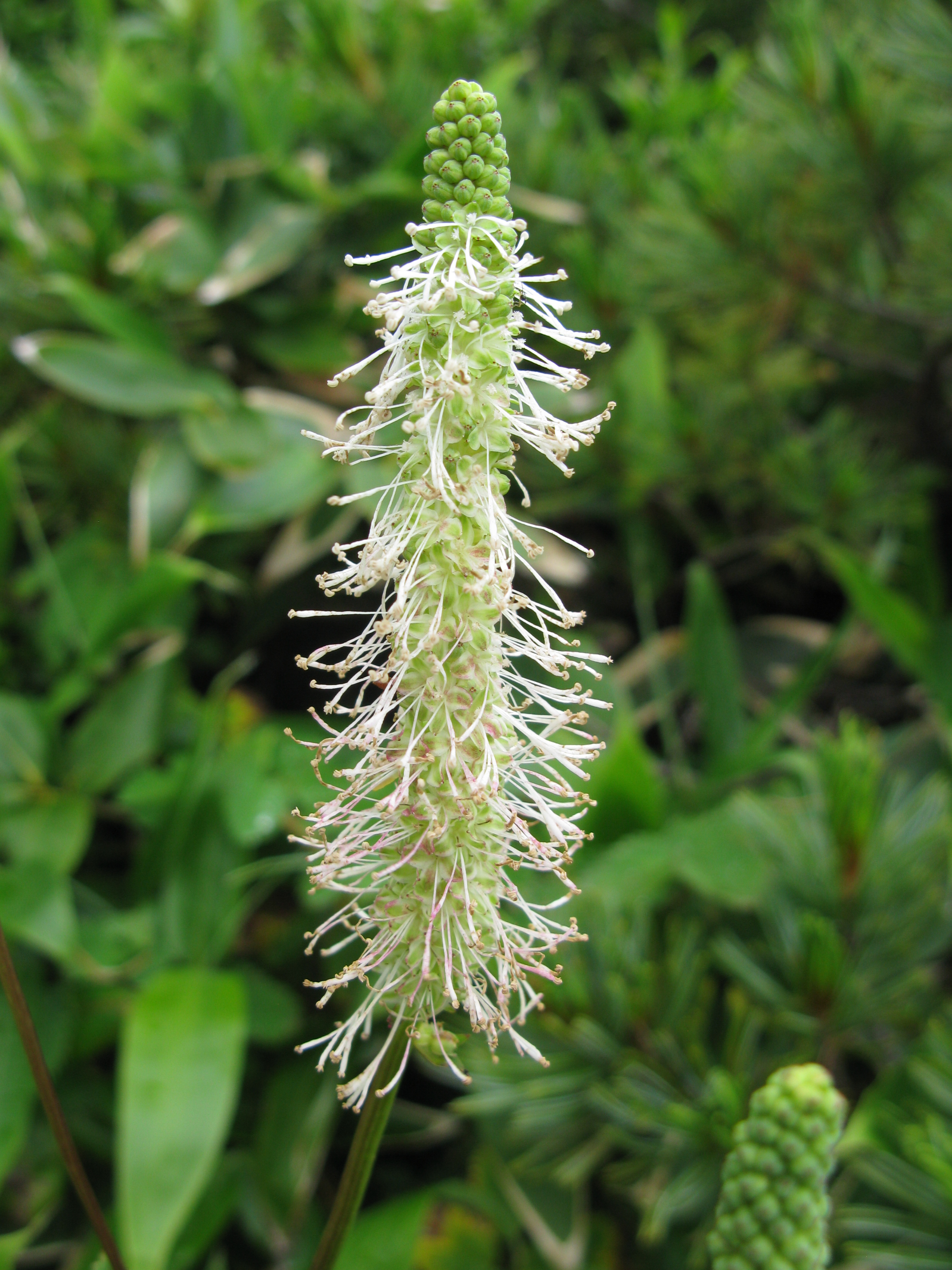
タカネトウウチソウ
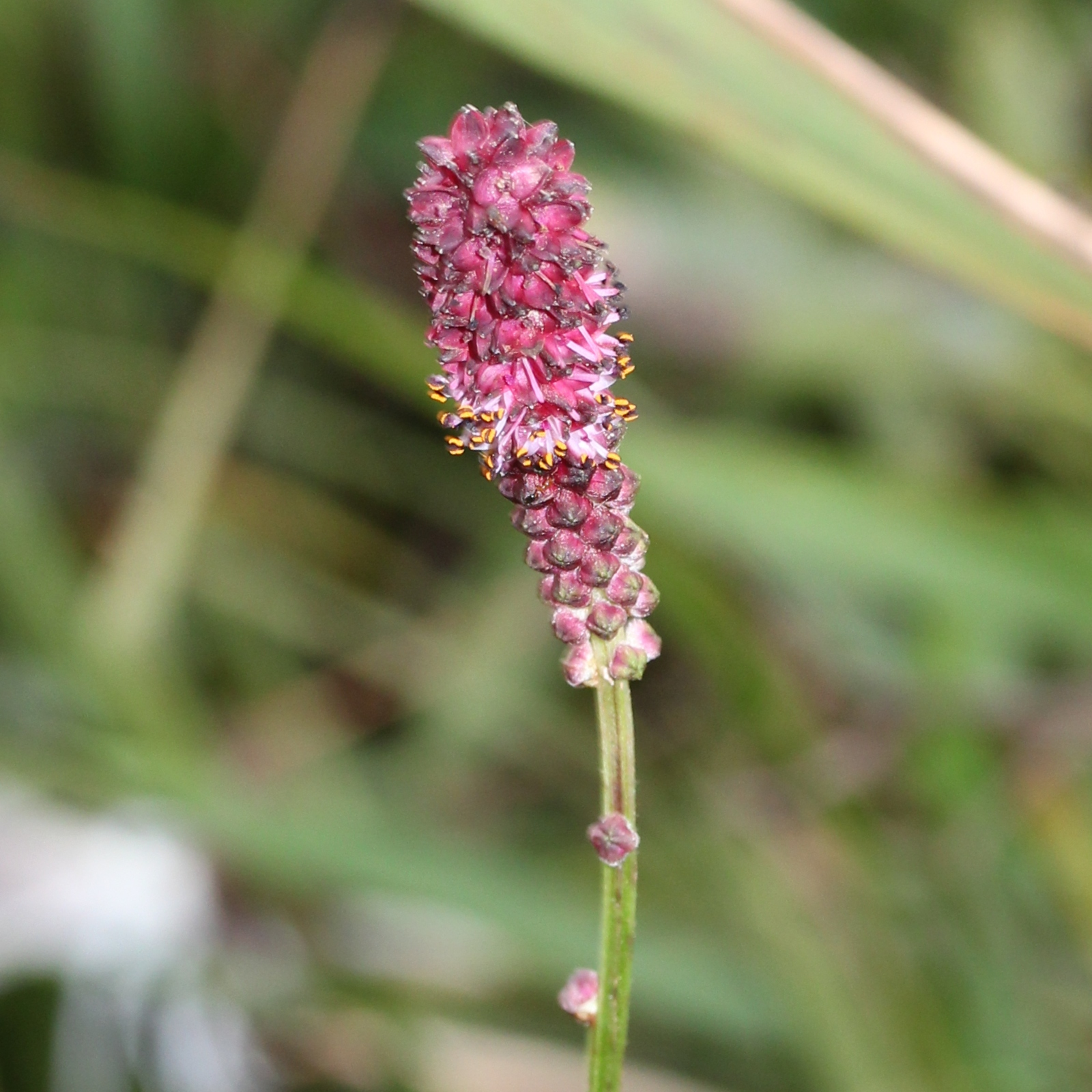
ナガボノアカワレモコウ